# Albert-Roßhaupter-Straße
Die Albert-Roßhaupter-Straße ist eine Innerorts- und Ein- und Ausfallstraße in den Stadtbezirken Sendling (Nr. 6) und Sendling-Westpark (Nr. 7) von München.

## Verlauf
Die Straße verläuft vom Platz Am Harras unter der Bahnstrecke nach Wolfratshausen (mit Halt der S-Bahn-Linie 7) und der Maximiliansbahn nach Holzkirchen nach Westen zum Partnachplatz und weiter in südwestlicher Richtung heute noch bis zum Luise-Kiesselbach-Platz, wo sie mit einem aufwändigen mehrstöckigen Unterführungsbauwerk auf den Mittleren Ring (Bundesstraße 2 R) trifft, von dem hier die Bundesautobahn 95 (mit einem Zwischenstück, das als Bundesstraße 2 gewidmet, aber als Autobahn beschildert ist) abgeht.

## Öffentlicher Verkehr
Unter der Straße ist die U-Bahn-Linie U6 mit den Stationen U-Bahnhof Harras und U-Bahnhof Partnachplatz geführt, die weiter nach Westen der Treffauer Straße folgt. Der Straßenbahnbetrieb wurde mit der Eröffnung der U-Bahn eingestellt; die Gleise sind mittlerweile demontiert. Die Metrobuslinie 54 verkehrt weiterhin durch die Straße.

## Namensgeber
Die Straße ist nach dem SPD-Politiker Albert Roßhaupter (1878–1949), von 1945 bis 1947 Bayerischer Staatsminister für Arbeit und soziale Fürsorge, benannt.

## Charakteristik
Die Straße, die bis zu deren Abstufung einen Teil der Staatsstraße 2343 bildete, ist die Verbindung von der Innenstadt über Sendling zur Garmischer Autobahn.

## Geschichte
Bis zu ihrer Neubenennung im Jahr 1962 war die Straße ein Teil der Forstenrieder Straße (nicht zu verwechseln mit der Fürstenrieder Straße oder der Forstenrieder Allee), die auch weitere Abschnitte umfasste und vom Luise-Kiesselbach-Platz über den Kreuzhof und weiter zum Schloss Fürstenried führte. Dieser Teil ist in der 1936 zu den Olympischen Winterspielen in Garmisch-Partenkirchen in Betrieb genommenen Olympiastraße und späteren Bundesautobahn 95 aufgegangen bzw. bildet jetzt die parallel zu dieser verlaufende Forst-Kasten-Allee.

## Gebäude

### Denkmalgeschützte Gebäude

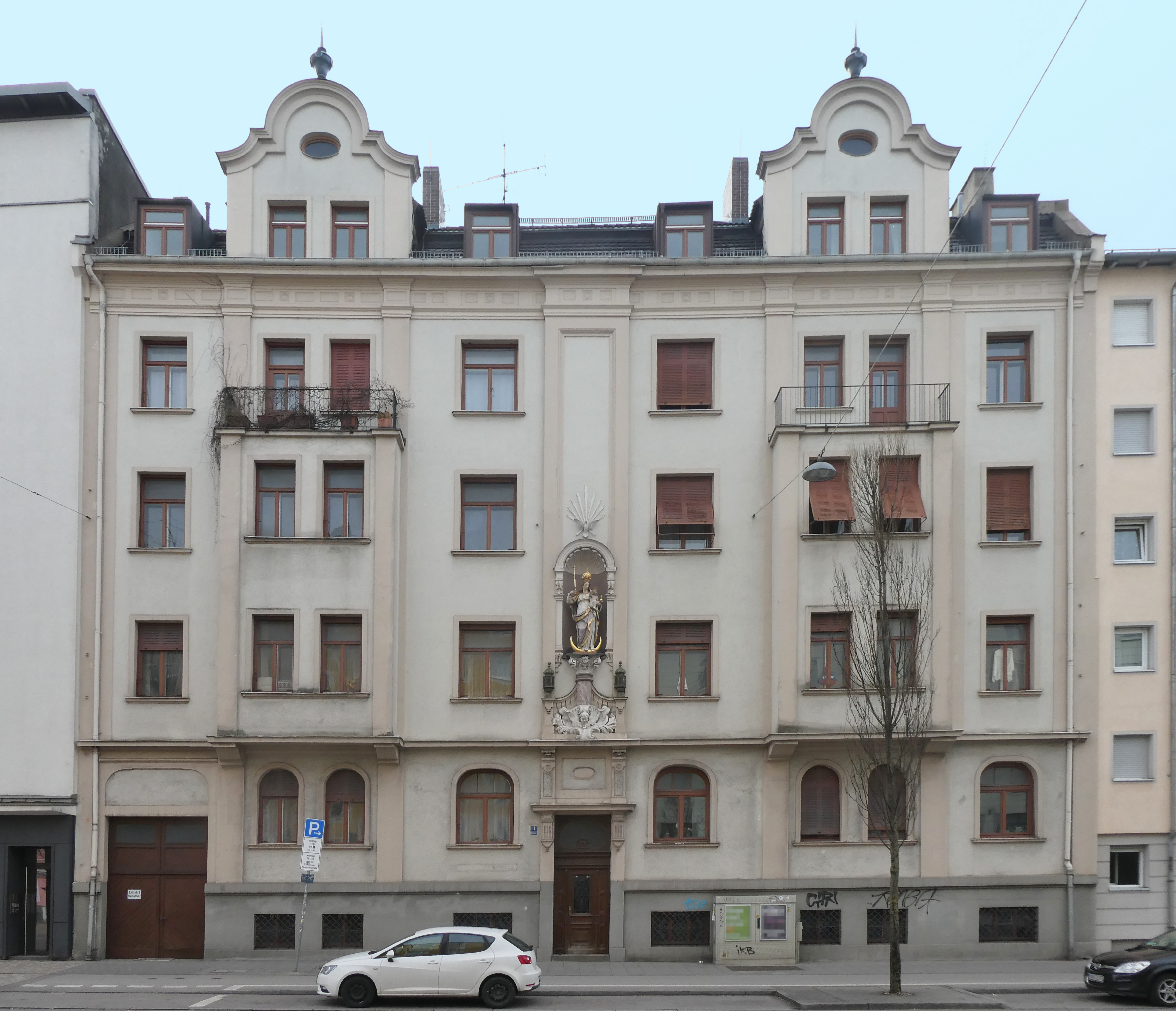
Albert-Roßhaupter-Straße 1

- Albert-Roßhaupter-Straße 1: Mietshaus, neubarock (1904)
- Albert-Roßhaupter-Straße 12a: Mietshaus, neubarock (1903)
- Albert-Roßhaupter-Straße 46: Mietshaus, Neurenaissance (1879)

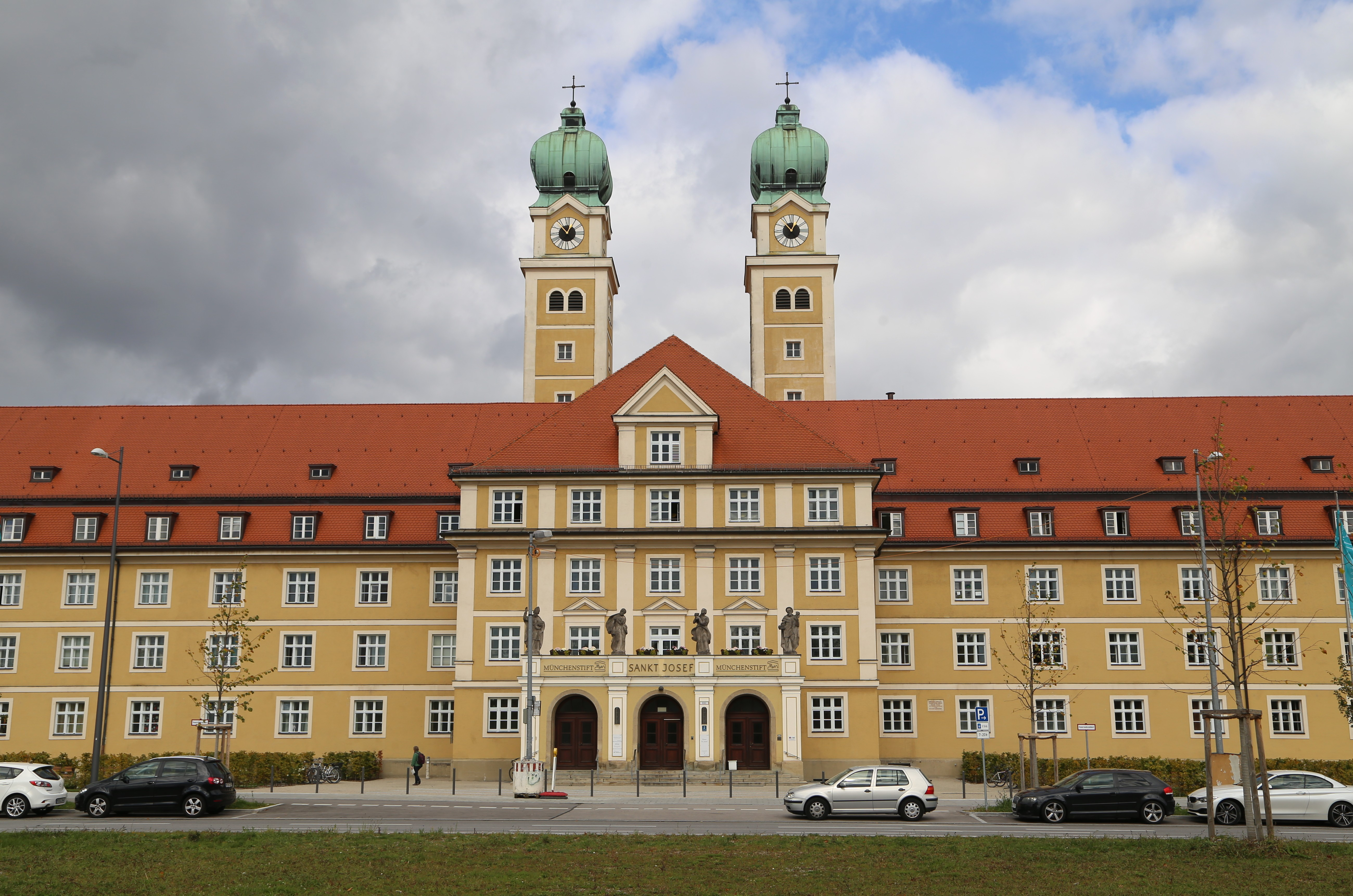
Altenheim am Luise-Kiesselbach-Platz

- Städtisches Altenheim St. Josef, Luise-Kiesselbach-Platz

### Friedhof

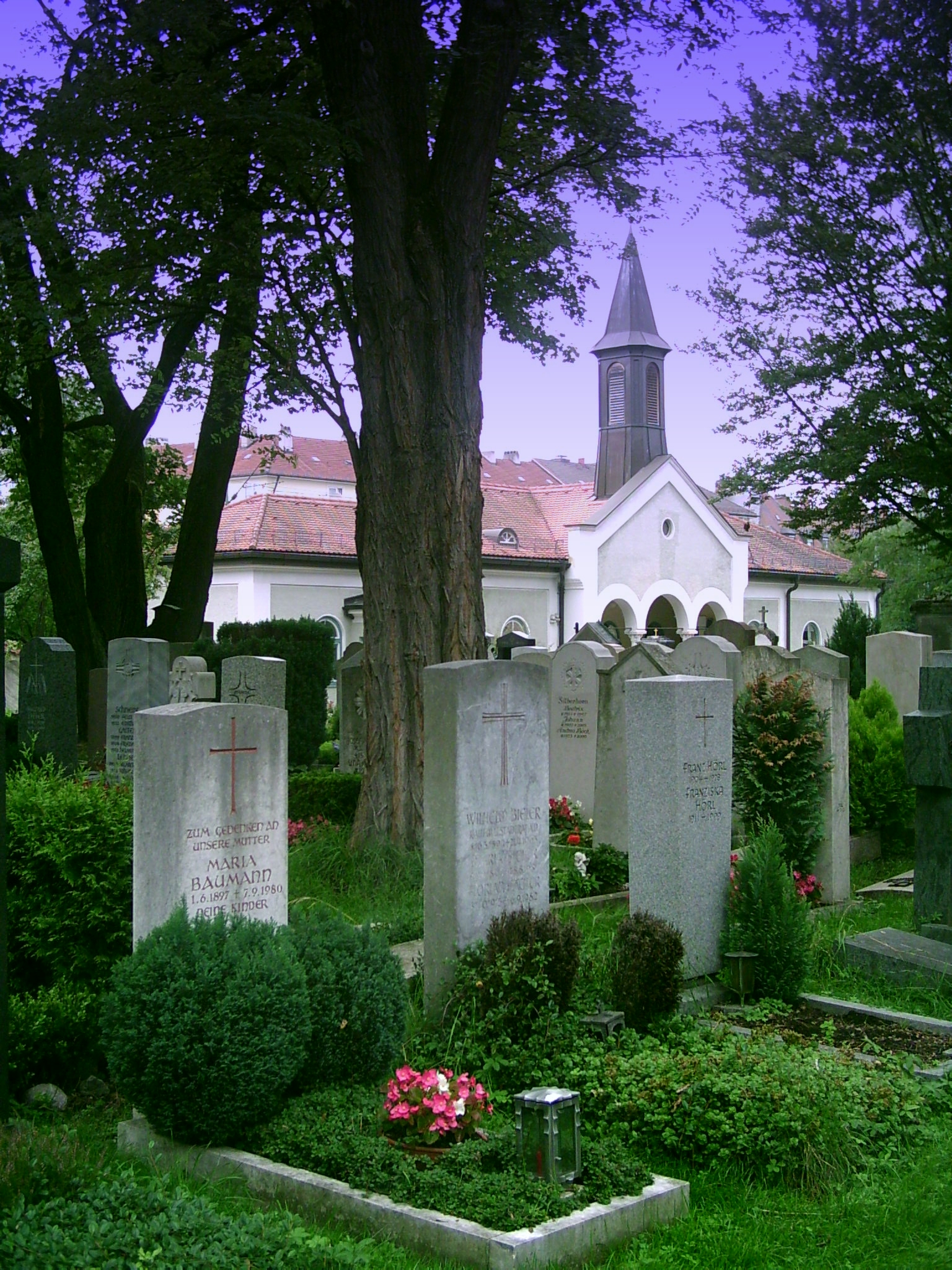
Sendlinger Friedhof

- Albert-Roßhaupter-Straße 5: Sendlinger Friedhof (1871)

Einzelheiten siehe Liste der Baudenkmäler in Sendling und Liste der Baudenkmäler in Sendling-Westpark.

### Ensembles

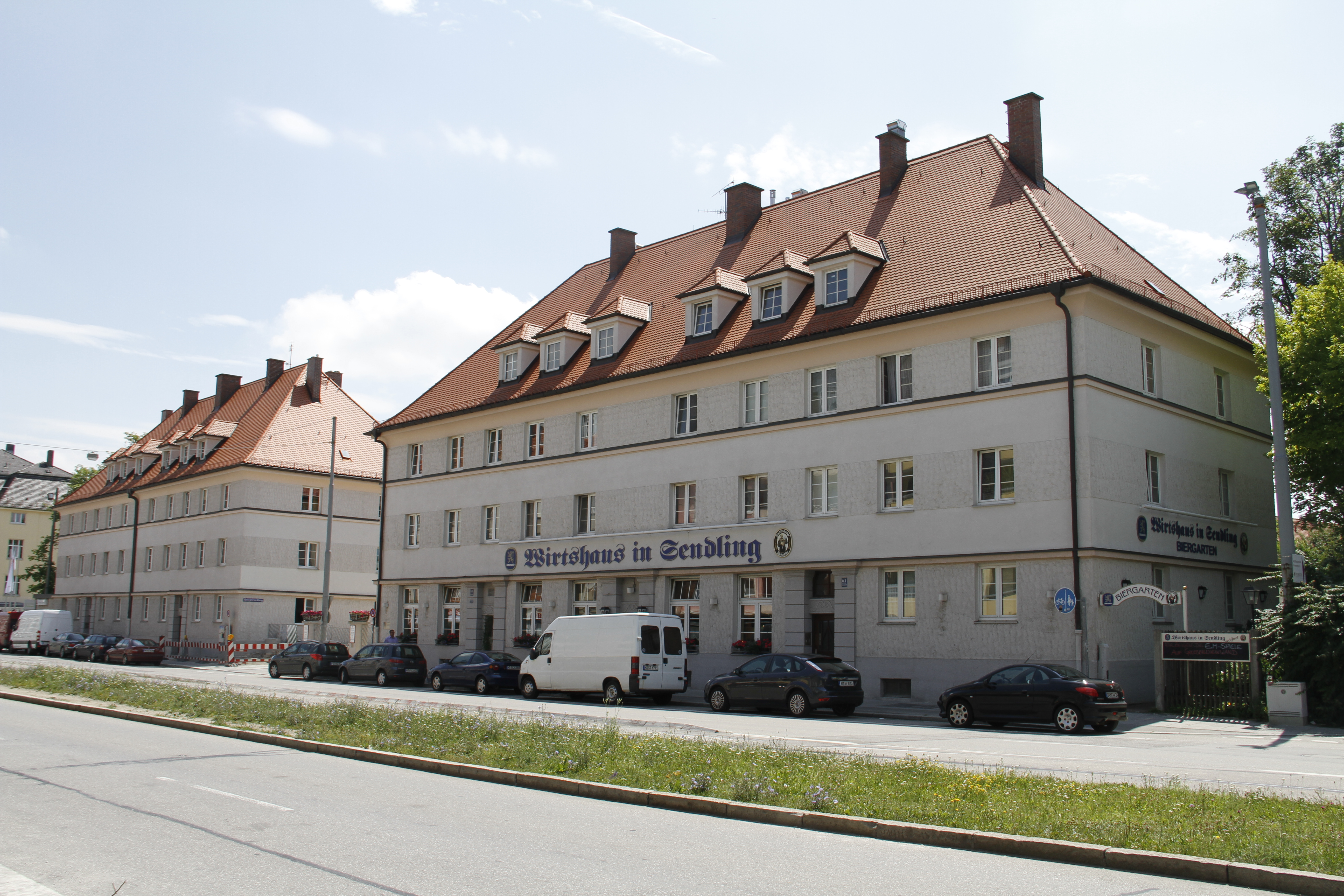
Kopfbauten der Kriegersiedlung zur Albert-Roßhaupter-Straße

- Kriegersiedlung